# Belgrano Córdoba

Znak klubu

Belgrano Córdoba (oficiálně Club Atlético Belgrano) zvaný Piratas je argentinský prvoligový fotbalový klub z města Córdoba. Byl založen v březnu 1905, prvním předsedou byl čtrnáctiletý Antonio Orgaz. Jméno získal podle argentinského národního hrdiny generála Manuela Belgrana, barvy dresů symbolizovaly státní vlajku, bleděmodrou a bílou. V té době mohly hrát oficiální zápasy jenom týmy, které měly oplocené hřiště. Hráči si proto vypůjčili prkna od lidí ze sousedství a vytvořili improvizovanou ohradu. I když po zápase dřevo zase vrátili, jeden rozhořčený občan je označil za piráty a tato přezdívka už klubu zůstala. Klub hrál nejvyšší argentinskou soutěž v letech 1992-1996, 1998-2002, 2006-2007 a od roku 2011. Nejlepším hráčem v historii byl Osvaldo Ardiles.